# پنج‌حلقه‌ای
پنج‌حلقه‌ای (نام علمی: Ypthima baldus) نام یک گونه از تیره فرچه‌پایان است. این گونه در آسیا زندگی می‌کند. پنج‌حلقه‌ای از ۱۱ زیرگونه تشکیل می‌شود.